# Mila Marinova
Mila Marinova (en búlgaro, Мила Маринова) es una ex gimnasta búlgara nacida en Sofía el 3 de junio de 1974.
Se formó como gimnasta en el club Slavia. En el campeonato de Europa júnior disputado en 1989 en Tenerife obtuvo la medalla de plata en el concurso completo individual y tres de oro en las finales por aparatos de pelota, aro y cuerda, además de otra de oro por equipos con Bulgaria, junto a sus compañeras Dimitrinka Todorova y Teodora Blagoeva. Fue séptima en la final de mazas.
Su competición más destacada a nivel internacional en categoría sénior fue el campeonato del mundo de 1991 de El Pireo, donde obtuvo cinco medallas: tres de plata, en la final de mazas, en la de aro y por equipos; y dos de bronce, en el concurso general y en la final de pelota.